# Kuskokwim
Kuskokwim (anglicky Kuskokwim River) je řeka na západě Aljašky v USA. Je 1300 km dlouhá. Povodí má rozlohu 130 000 km². Je to druhá největší řeka Aljašky po Yukonu.

## Průběh toku
Vzniká soutokem svých zdrojnic Severního Kuskokwimu, jež je hlavním pramenným tokem a stéká ze severních výběžků pohoří Kuskokwim a Jižního Kuskokwimu, který pramení na Aljašském hřbetu. Protéká přes málo zalesněnou tundru v široké dolině úvalového charakteru. V místech, kde protéká pohořím Kuskokwim, překonává řadu peřejí. Ústí do zálivu Kuskokwim Beringova moře Tichého oceánu, přičemž vytváří estuár.

## Vodní režim
Zdrojem vody jsou převážně sněhové srážky. Průměrný roční průtok vody u sídla Crooked Creek činí 1280 m³/s. Zhruba půl roku je řeka pokrytá ledem. V období letních záplav zatápí celý úval.

## Využití
Vodní doprava pro říční lodě je možná do vzdálenosti 800 km od ústí.